# Кама (зброя)

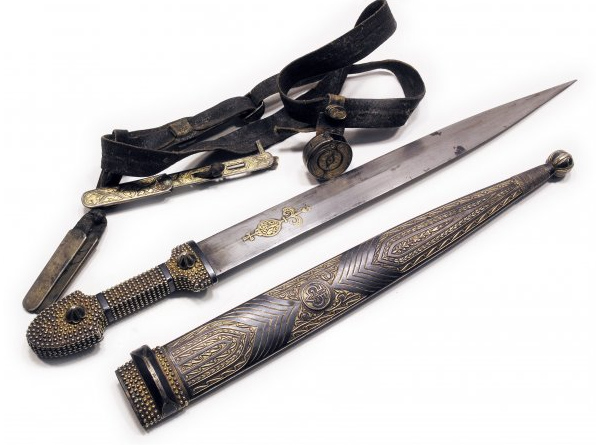
Приклад короткого меча кама

Кама — традиційна ручна зброя, яка походить з Південно-Східної Азії, зокрема з острова Окінава (Японія). Первинно була сільськогосподарським знаряддям — серпом для збирання рису чи трав, однак згодом стала одним із інструментів бойових мистецтв.

## Опис

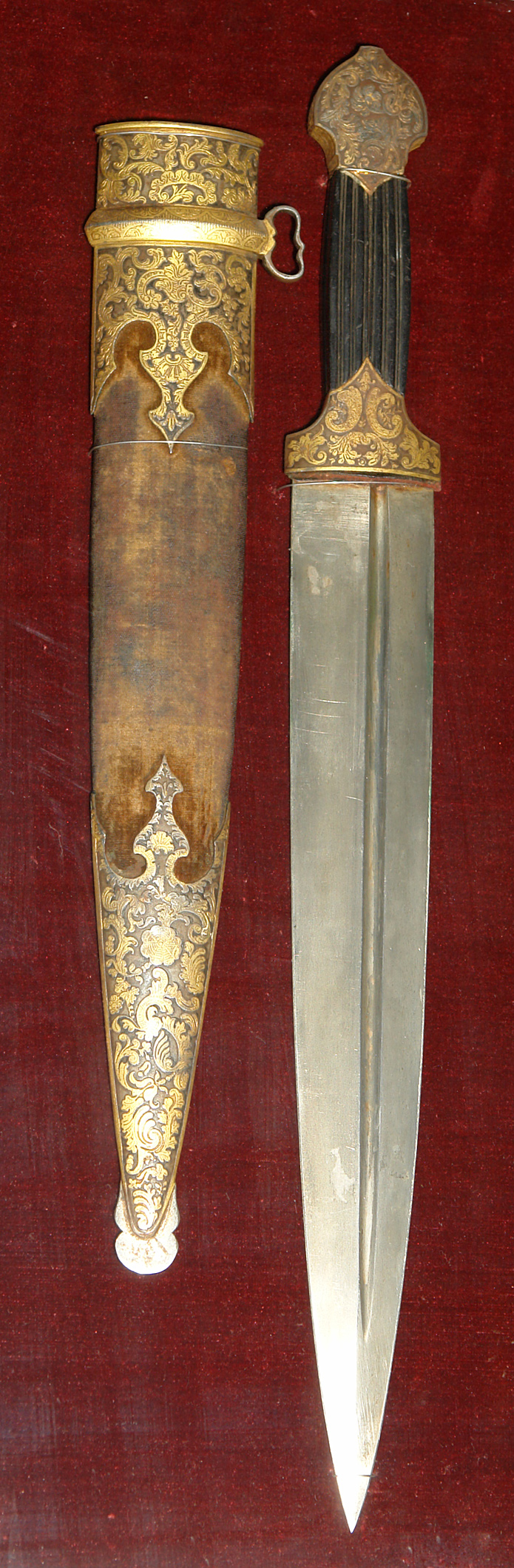
Кама з асиметричним долом, Златоуст, 1840 р.

Кама має коротке пряме або трохи зігнуте лезо, прикріплене до дерев’яної ручки. Лезо зазвичай має вигнуту форму, схожу на серп, з різальною кромкою на внутрішньому боці. Довжина кама варіюється, але зазвичай становить від 30 до 50 см.

## Історія
Кама виникла як сільськогосподарський інструмент у фермерів Окінави. У часи, коли японське населення було позбавлене права володіти зброєю, селяни використовували підручні інструменти для самооборони. Саме так кама стала частиною озброєння у бойових системах, зокрема в окінавському кобудо (традиційне бойове мистецтво з використанням зброї).

## Бойове застосування
У бойових мистецтвах кама використовується в парі. Вона ефективна для ударів, блокувань, зачепів, а також для роззброєння супротивника. Камою можна перехоплювати іншу зброю, зокрема кийки або мечі, використовуючи внутрішній гачкоподібний край леза.
Кама є частиною арсеналу багатьох шкіл бойових мистецтв, зокрема кобудо, карате, ніндзюцу та тайдзюцу. Сучасні модифікації включають тренувальні версії з тупим лезом або з легких матеріалів для демонстрацій.

## У сучасності
Сьогодні кама застосовується як тренувальна або демонстраційна зброя у багатьох школах бойових мистецтв. Також вона має певне місце в історичній реконструкції та фольклорі Японії. Крім того, кама стала популярною у поп-культурі, зокрема в аніме, фільмах та відеоіграх.